# Pacific Coast Championships 1985
Il Pacific Coast Championships 1985 è stato un torneo di tennis giocato sul sintetico indoor. È stata la 96ª edizione del Pacific Coast Championships, che fa parte del Nabisco Grand Prix 1985. Si è giocato a San Francisco negli Stati Uniti, dal 23 al 29 settembre 1985.

## Campioni

### Singolare
Stefan Edberg ha battuto in finale  Johan Kriek con il punteggio di 6–4, 6–2

### Doppio
Paul Annacone /  Christo van Rensburg hanno battuto in finale  Brad Gilbert /  Sandy Mayer con il punteggio di 3–6, 6–3, 6–4